# 錢昇瑋
錢昇瑋（Wellson Chin，1957年10月14日—）是一位香港电影导演，导演了《霸王花》系列、《七月十三之龙婆》(1996) 、《三五成群》（1999）、《殭屍大時代》 (2003) 等电影，《中华小当家》、《功夫状元》等电视剧。曾为《正月十五之一生一世》、《七月十四》作编剧。
他的表哥為著名演員及導演洪金寶，亦是電影演員及電影幕後工作者朱日紅（八姐）的徒弟。

## 影視作品

### 電影
- 1986年《扭計雜牌軍》
- 1988年《霸王花》
- 1989年《神勇飛虎霸王花》
- 1990年《天師捉姦》
- 1990年《小活佛》
- 1992年《超級女警》
- 1993年《香港也瘋狂》
- 1993年《七月十四》
- 1994年《正月十五之一生一世》
- 1995年《二月三十》
- 1996年《七月十三之龍婆》
- 1997年《猛鬼通宵陪住你》
- 1997年《四月四日》
- 1999年《三五成群》
- 2002年《殭屍大時代》
- 2004年《功夫》：執行導演
- 2008年《長江7號》：執行導演
- 2013年《非狐外傳》

### 電視劇
- 2004年《中華小當家》
- 2005年《功夫狀元》
- 2011年《烽火佳人》

## 外部連結
- 錢昇瑋在互联网电影资料库（IMDb）上的資料（英文）（英文）
- 在AllMovie上錢昇瑋的頁面（英文）
- 錢昇瑋在香港影庫上的簡介
- 錢昇瑋在豆瓣上的资料（简体中文）
- 錢昇瑋在时光网上的簡介（简体中文）